# Lissonota subnodifer
Lissonota subnodifer là một loài tò vò trong họ Ichneumonidae.